# Potros de Medellín
Potros de Medellín fue un equipo de béisbol de la Liga Colombiana de Béisbol Profesional, con participación desde la temporada 2010-2011 y con sede en el Estadio Luis Alberto Villegas de Medellín.

## Historia
Potros es un equipo que nace en 2009 de las gestiones del Team Rentería para llevar el béisbol al interior de Colombia, específicamente a Medellín. Juan Camilo Restrepo Díez, exjugador de béisbol semiprofesional, es el director del naciente equipo bautizado como Potros Medellín Baseball Club.